# 내배엽
내배엽(endoderm)은 외배엽, 중배엽과 더불어 동물 배아의 세 배엽 중 하나로, 세 배엽 중 가장 안쪽에 위치한다. 원시 창자(archenteron)를 따라 안쪽으로 이동하는 세포들은 내배엽으로 발달하는 창자배의 내층을 형성한다. 인간의 경우 내배엽은 배아 발달 5주 후에 구별이 가능한 기관들로 분화 가능하다.
내배엽은 처음에는 평평한 형태였다가 이후에 원주형으로 바뀌는 세포들로 이루어져 있다. 이것은 다양한 계통의 상피 내층(epithelial lining)을 형성한다.

## 역사
내배엽은 1817년 독일의 생물학자이자 발생학자인 하인츠 크리스티안 판더에 의해 나머지 2개의 배엽과 함께 처음 발견되었다. 내배엽을 포함한 세 배엽은 닭 배아에서 발견된 3개의 원시 생식층 (three primordial germ layer)으로부터 관찰되었다. 이후 1873년에 영국의 동물학자이자 진화생물학자인 Ray Lankester에 의해 ‘내배엽’이라는 용어가 ‘외배엽’과 함께 영어로 도입되었다.

## 발생
배아 발생 시, 낭배 형성 과정을 통해서 2~3개의 배엽층(germ layer)이 형성된다. 창자배 형성 동안 구체의 세포 덩어리는 내배엽으로 이루어진 내부층과 외배엽으로 이루어진 외부층으로 구성된 2개의 층을 가진 배아로 발달한다. 척추동물과 같이 더 복잡한 유기체에서는 이 두 가지 일차 배엽(primary germ layer)의 상호작용을 통해 중배엽을 형성한다. 내배엽은 다른 층의 존재 여부에 관계없이 항상 가장 안쪽 층에 위치하고 있으며, 상피를 형성하여 원시 창자를 둘러싸고 있다. 원시 창자의 상피 내벽으로부터 소화관, 간, 췌장 및 폐와 같은 기관이 발달하게 된다.

## 발달
내배엽은 다음 네 단계를 거쳐 발달한다.
1. 전분화능 줄기 세포의 증식 및 유도
2. 줄기 세포 유래 내배엽과 중배엽의 분리
3. 전방 -후방의 패턴화(anterior-posterior patterning)
4. 간과 췌장의 분기(갈림, bifurcation)

원시선조의 앞쪽 부분 근처에 있는 세포는 Forkhead box A2(Foxa2)를 발현하여, 간, 폐, 췌장 등과 같은 내장 기관의 발달의 첫 번째 단계인 최종 내배엽(definitive endoderm, DE)이 된다. 최종 내배엽은 Hhex, Sox2 및 Foxa2를 발현하는 앞창자 세포와 다양한 호메오박스 유전자 Cdx1, Cdx2 및 Cdx4를 발현하는 뒤창자로 배아 접힘(embryonic folding) 동안 중배엽 유도(mesodermal induction)를 통해 앞 창자, 중간 창자 및 뒤 창자로 패턴이 형성된다. 패턴이 형성되는 것은 세포가 배아 내의 상대적인 공간적 위치에 따라 다른 정체성을 획득하는 발달 과정을 뜻한다. TGF-β 신호의 상향조절은 BMP(Bone Morphogenetic Proteins) 및 FGF/MAPK 신호전달(fibroblast growth factor/mitogen-activated protein kinase signaling)을 통해 췌장 형성을 촉진하여 간을 지정(specify)한다. 호흡기관싹(respiratory bud)의 경우, 호흡기관싹 상피와 중배엽 사이의 복잡한 신호 전달이 성장을 촉진시키며, 여기에는 섬유모세포 성장 인자(FGF)와 FGFR(fibroblast growth factor receptor)의 상호 작용이 포함되어있다.

## 내배엽 유래 조직
아래의 표는 내배엽에 의해 생성되는 조직들을 보여준다. 내배엽은 신체 내에 존재하는 두 개의 관인 소화관(digestive tract) 및 호흡관(respiratory tube)의 내벽으로 발달한다. 몸 전체에 걸쳐 뻗어있는 첫 번째 관은 소화관으로, 이 관의 싹(buds)은 간, 담낭 및 췌장을 형성한다. 두 번째 관인 호흡관은 소화관의 증식물(파생물, outgrowth)에서 형성되며, 두 개의 폐로 분기된다.
| 층   | 종류             | 계통 |
| ---- | ---------------- | --- |
| 일반 | 위장관           | 입과 인두(pharyx)의 일부분 및 직장(rectum)의 말단 부분(외배엽의 퇴화에 의해 늘어서 있음)을 제외한 소화관(alimentary canal) 전체, 간과 췌장 및 소화관으로 열리는 모든 땀샘의 내벽 세포 |
| 일반 | 기도             | 폐의 기관(trachea), 기관지(bronchi) 및 폐포(alveoli) |
| 일반 | 내분비샘 및 기관 | 갑상샘(thyroid gland) 소포의 내벽 및 흉선(thymus)의 상피 요소(흉선 상피 세포 thymic epithelial cells)                                                                                 |
|      | 청각계           | 귀인두관(auditory tube) 및 고막(tympanic cavity) 상피 |
|      | 비뇨기계         | 방광(urinary bladder) 및 요도(urethra) 일부 |

간과 췌장의 세포는 공통 전구체에서 유래하는 것으로 알려져 있다.

### 1.인두(pharynx)
소화관과 호흡관은 배아의 앞부분에서 공동의 실(chamber)을 공유하며, 이 영역을 ‘인두’라고 한다. 인두는 3개 부분으로 나뉘는데, 각각 코인두(비강인두, nasopharynx), 입인두(구인두, 구강인두부, oropharynx), 후두인두(후인두, laryngopharynx) 또는 하인두(hypopharynx)라고 부른다. 소화관과 호흡관의 전방 내배엽(anterior endodermal portion)은 인두에서부터 시작되며, 인두의 상피 주머니 부분은 편도선, 갑상선, 흉선 및 부갑상선을 생성한다.
내배엽이 배아의 중심을 향해 안쪽으로 끼어들어감에 따라 앞 창자(전장, foregut)와 뒤 창자(후장, hindgut)가 형성되는데, 처음에는 구강 말단이 구강 판(oral plate) 또는 입오목(원시입, stomodeum)이라고 하는 외배엽 영역에 가로막힌다. 이 영역은 배아에서 앞창자 내배엽과 입오목 외배엽이 융합되는 경계 영역으로, 인간 배아의 기준으로 약 22일 째에 파열되어 소화관의 구강 개구부(oral opening)가 생성된다. 개구부는 외배엽 세포로 둘러싸여 있고, 이 배열은 입오목 외배엽이 배아의 복부쪽을 향해 휘어진 뇌 외배엽과 접촉하게 한다. 이 두 개의 외배엽은 상호작용하며, 구강 부위의 윗부분은 라트케주머니를 형성하여 샘뇌하수체로 발달한다. 포유류의 배아는 4쌍의 인두낭(pharyngeal pouch)을 생성하며, 각 인두낭의 사이에는 인두굽이가 존재한다.

#### 1-1.청와(auditory cavity)
첫 번째 한 쌍의 인두낭에서 유래된다. 청와는 중이 및 귀관과 관련되어 있다.

#### 1-2.편도
두 번째 인두낭에서 편도선의 벽 부분(walls of the tonsils)이 유래된다.

#### 1-3.가슴샘및부갑상샘
세 번째 인두낭에서 유래된다. 흉선은 배아 발달 후반기에서 T 림프구의 분화를 유도한다. 부갑상선은 세 번째 인두낭에서 한 쌍이 나오고, 나머지 한 쌍은 네 번째 인두낭에서 유래된다.

#### 1-4.갑상샘
인두에서 뻗어나온 내배엽과 간엽 주머니가 목 아래로 이동하며 형성된다.

#### 1-5. 소화관(digestive tube)
인두의 후방 부분에서 소화관이 수축하며 식도를 형성하고, 위, 소장, 대장이 차례대로 이어진다. 내배엽 세포로는 소화관 및 분비선 내막만을 생성할 수 있고, 중배엽 기원의 중간엽 세포가 꿈틀운동을 위한 연동근육을 만들기 위해 소화관을 둘러싼다.

##### 1-5-1.위
위는 인두 부근의 팽창 부위(dilated region)로 발달한다.

##### 1-5-2.창자
위에 이어 발달되며, 난황낭와의 연결이 끊어진다. 장의 꼬리 끝의 함몰은 내배엽과 외배엽이 만나는 부분에서 형성된다. 배설강막(cloacal membrane)이 이 두 조직을 분리하는데, 나중에 파열되면서 항문이 되는 구멍이 생긴다.

#### 1-8. 호흡관(respiratory tube)
표유류의 발달에서 호흡 상피는 목 부근에서 곧게 자라 기관을 형성하고, 흉부 쪽으로 들어가면 가지가 갈라지며 두 개의 기관지를 형성하고 폐를 만든다. 즉 네 번째 인두낭 쌍 사이에 위치한 인두 저부 중앙에서 후두기관구(후두기관고랑, laryngotracheal groove)가 복측으로 뻗어있는데, 이것이 두 갈래의 가지로 분기되어 한 쌍의 기관지와 폐를 형성한다. 후두기관의 내배엽은 폐의 기관, 두 개의 기관지 그리고 폐포의 내막이 된다. 폐는 소화와 관련이 없으나 소화관의 파생물로 발달되며, 호흡관의 분화는 중간엽의 위치 특이성에 의해 결정된다.

##### 1-8-1.호흡기게실(respiratory diverticulum)
인두 저부(인두 바닥, pharyngeal floor)에서 발생하여 네 번째 인두낭 사이에서 폐를 형성한다.

### 2. 부속기관(accessory organs)
내배엽은 위(stomach)의 꼬리쪽으로 발달되는 부속기관 3개의 내막을 형성한다. 부속기관은 치아, 혀 및 샘 기관(침샘, 간, 담낭 및 췌장)을 일컫는 말이며, 내배엽은 이 중 간, 담낭 그리고 췌장을 형성한다.

#### 2-1.간(liver)
간싹(간게실, hepatic diverticulum)은 앞창자에서 주변의 간엽으로 뻗어나가는 내배엽의 관이다. 간엽은 이 내배엽의 관이 증식 및 분기하여 간의 샘상피(선상피, glandular epithelium) 보관됨 2022-05-24 - 웨이백 머신를 형성하도록 유도한다.

#### 2-2.담낭(gallbladder)
간싹의 일부분 중 소화관에 가장 가까운 부분은 계속해서 간의 배수관 기능을 하며, 이 관의 가지 부분이 담낭을 생성한다.

#### 2-3.췌장(pancreas)
췌장은 위의 밑부분에 위치하여 발달한다. 십이지장(duodenum) 등쪽부분의 췌장 싹(dorsal pancreatic bud)과 복측의 췌장 싹(ventral pancreatic bud)의 융합으로 췌장이 형성되는데, 이 두 개의 싹은 위(stomach)쪽으로 이어지는 내배엽에서 생겨난다. 이후 발달기간 동안 성장하면서 등쪽 및 복측 췌장 싹이 췌장으로 발달하며, 간원기(liver primordium) 아래쪽에 위치하던 등쪽 췌장이 뒤쪽으로 이동하면서 복측 췌장과 만나 융합된다. 이후 등쪽 췌관이 사라지며 주요 췌관(main pancreatic duct)이 된다. 복측 췌관은 장으로의 소화효소 운반을 위해 남아있다.

## 연구

### 줄기세포로부터의 내배엽 분화

#### 1. 줄기세포 유래 내배엽 분화의 필요성
대부분의 내배엽 세포는 시험관 내 배양이 어려우며, 특히 건강한 기증자로부터 1차 조직(primary tissues)의 조달이 어려우며 윤리적으로 의심스러운 경향이 있다. 이로 인하여 많은 기본 연구나 질병 모델링 또는 재생 의학 등에 대한 활용은 높은 수준을 가진 내배엽 세포가 부족하기 때문에 제한적이다. 그렇기 때문에 줄기세포를 이용한 내배엽 세포의 분화에 대한 연구 및 개발, 활용이 필요하며, 지난 몇십 년 동안의 전분화능 줄기세포 연구 분야의 주요 목표 중 하나였다. 최근 많은 과학자 그룹들이 인간 전분화능 줄기세포 유래 내배엽 세포 분화에 대한 다양한 분화 방법을 개발해냈고, 현재에도 더 나은 분화 방법을 개발하기 위해 연구하고 있다.

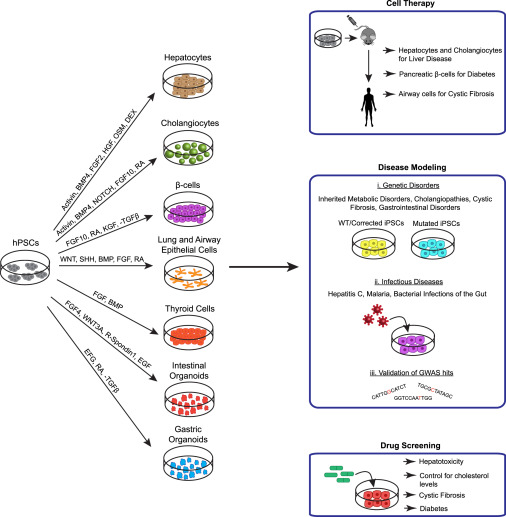
인간 전분화능 줄기세포에서 생성된 내배엽 유도체 및 그에 필요한 신호 전달 경로(signaling pathway)

#### 2. 내배엽 분화에 관여하는 신호 전달 경로(signaling pathway)
줄기세포 유래 내배엽 유래 기관의 세포들로 분화하기 위해, 내배엽 진화 단계의 가장 첫 번째 단계인 최종 내배엽으로 먼저 분화를 유도해야 한다. 이후 각 기관의 분화는 각각에 맞는 신호전달경로의 인자들을 사용하여야 한다. 인간 전분화능 줄기세포에 표준 Wnt 신호 전달 경로를 활성화하는 CHIR-99021로 명명된 GSK3(Glycogen synthase kinase 3)의 소분자 억제제(small-molecule inhibitor) 및 Nodal/TGF-β 경로를 활성화하는 activin A를 조합하여 처리하면 효율적으로 최종 내배엽으로 분화된다.

#### 3. 내배엽 유래 세포 분화에 사용된 factor 및 표현 마커(expressed markers)[13]
|    | 사용된 인자 (factors)                                                                                                | marker | 분화 세포 종류                                                           |
| -- | --- | --- | ------------------------------------------------------------------------ |
| 1  | FBS(Fetal bovine serum), Activin A                                                                                   | SOX17(SRY-box 17), FOXA2, GATA4(Transcription factor GATA-4), CXCR4(C-X-C chemokine receptor type 4) | 간 세포(hepatocytes) 및 췌장 세포(pancreatic cells)                      |
| 2  | FCS(Fetal calf serum, FBS와 같음.), Activin A, FGF2(bFGF, Basic fibroblast growth factor) 또는 WNT3A(Protein Wnt-3a) | SOX17, HNF3β(Hepatocyte nuclear factors-3β), CXCR4, HNF4α(Hepatocyte Nuclear Factor -4α), α1-antitrypsin, αFP(alpha Fetoprotein) | 간 세포(hepatocytes)                                                     |
| 3  | SR(Serum Replacement), Activin A                                                                                     | SOX17, FOXA2 | 간 세포(hepatocytes)                                                     |
| 4  | Activin A, LY294002                                                                                                  | SOX17, FOXA2, GSC(Homeobox protein goosecoid), GATA4, GATA6(Transcription factor GATA-6) | 특정 세포가 아니라, 생체 내 이식 후 간, 폐, 장 관련 marker 발현을 확인함 |
| 5  | Activin A, BMP4(Bone morphogenetic protein 4)                                                                        | SOX17, FOXA2, CXCR4 | 췌장 전구세포(pancreatic progenitors)                                    |
| 6  | Activin A, LY294002, FGF2, BMP4                                                                                      | SOX17, FOXA2, GSC, GATA4, N-Cad(N-cadherin) | 간 세포(hepatocytes)                                                     |
| 7  | Activin A, FGF2, BMP4, VEGF(Vascular endothelial growth factor)                                                      | SOX17, FOXA2 | 췌장 세포(pancreatic cells)                                              |
| 8  | Activin, WNT3A | SOX17, FOXA2, CXCR4 | 간 세포(hepatocytes)                                                     |
| 9  | Activin A, FGF4, WNT3A                                                                                               | VILLIN, CDX2(Homeobox protein CDX-2), LGR5(Leucine-rich repeat-containing G-protein coupled receptor 5) | 장 유사 세포(Enterocyte-Like Cells) 및 중간-뒤 창자(mid-hindgut) 세포    |
| 10 | EGF, HGF(Hepatocyte growth factor), FGF10(Fibroblast growth factor 10)                                               | CK18(Cytokeratin 18), CK19(Cytokeratin 19), SOX9(Transcription factor SOX-9), HNF1B(HNF1 homeobox B), GGT1(γ-glutamyl transferase), NOTCH2(Neurogenic locus notch homolog protein 2), CFTR(Cystic fibrosis transmembrane conductance regulator) | 담관 세포(Cholangiocytes)                                                |

#### 4. 분화된 내배엽 유래 세포 종류[13]
| 세포 유형                       | 상세 세포 유형                                       | marker | 기능 |
| ------------------------------- | ---------------------------------------------------- | --- | --- |
| 간 세포(hepatocytes)            | 태아 간 세포(fetal hepatocytes)                      | HNF4α(Hepatocyte nuclear factors-4α), HNF6(Hepatocyte nuclear factors-6), CEBPα(CCAAT/enhancer-binding protein alpha), PROX1(Prospero homeobox protein 1), ASGPR1(Asialoglycoprotein Receptor 1), αFP(AFP, alpha Fetoprotein) | ⋅ 알부민 분비 ⋅ 글리코겐 저장 ⋅ 요소 대사 ⋅ LDL 섭취 ⋅ cytochrome P450 활성 |
| 간 세포(hepatocytes)            | 성인 간 세포(adult hepatocytes)                      | HNF4α, ALB(Albumin), AAT(alpha-1 antitrypsin), CYP3A4(Cytochrome P450 3A4), CK8(cytokeratin-8), CK18(Cytokeratin-18) | ⋅ 알부민 분비 ⋅ 글리코겐 저장 ⋅ 요소 대사 ⋅ LDL 섭취 ⋅ cytochrome P450 활성 |
| 담관 세포(Cholangiocytes)       | 담관 세포 전구체(cholangiocyte progenitors)          | SOX9(Transcription factor SOX-9), HNF1b(HNF1 homeobox B), CK19(cytokeratin 19) | ⋅ MDR1 receptor(Multidrug Resisteance protein 1 receptor)에 의한 rhodamine 123 수송 ⋅ CFTR 활성 ⋅ GGT 분비 ⋅ ALP(Alkaline phosphatase) 활성 ⋅ 담즙산 수송 ⋅ 호르몬 반응                                                          |
| 담관 세포(Cholangiocytes)       | 성인 담관 세포(adult cholangiocytes)                 | CK7(cytokeratin-7), CFTR(Cystic fibrosis transmembrane conductance regulator), SCR(Sex combs reduced), SSTR2(Somatostatin receptor type 2), AQP1(Aquaporin 1), AE2(Anion exchange protein 2)                                  | ⋅ MDR1 receptor(Multidrug Resisteance protein 1 receptor)에 의한 rhodamine 123 수송 ⋅ CFTR 활성 ⋅ GGT 분비 ⋅ ALP(Alkaline phosphatase) 활성 ⋅ 담즙산 수송 ⋅ 호르몬 반응                                                          |
| 췌장 β 세포(Pancreatic β cells) | 췌장 전구체(pancreatic progenitors)                  | PDX1(pancreatic and duodenal homeobox 1), NKX6.1(Homeobox protein Nkx-6.1), SOX9, FOXA2, HNF1b, HNF4α | ⋅ 포도당 자극 시 인슐린 분비 |
| 췌장 β 세포(Pancreatic β cells) | β 세포(βcells)                                       | PDX1, NKX6.1, NGN3(Neurogenins), INS(Insulin), GCG(Glucagon), and SST | ⋅ 포도당 자극 시 인슐린 분비 |
| 폐 세포(Lung cells)             | 근위(몸쪽)/기도 전구체(proximal/airway progenitors)  | NKX2.1(NK2 homeobox 1), FOXA2, SOX2, P63(Tumor protein p63) | ⋅ CFTR의 첨단(꼭대기쪽, apical) 위치 및 기능 ⋅ 계면활성제 단백질 B(surfactant protein B, SP-B) 흡수 및 방출 ⋅ 계면활성제 단백질 C(surfactant protein C, SP-C) 분비 ⋅ 섬모형성 및 운동성 섬모 존재 ⋅ 층상체(lamellar bodies) 존재 |
| 폐 세포(Lung cells)             | 근위(몸쪽)/기도 세포(proximal airway cells)          | SCGB1A1(secretoglobin family 1A member 1), SCGB3A2(Secretoglobin family 3A member 2), FOXJ1(Forkhead box protein J1), P63, KRT5(Keratin 5), MUC5AC(Mucin 5AC)                                                                 | ⋅ CFTR의 첨단(꼭대기쪽, apical) 위치 및 기능 ⋅ 계면활성제 단백질 B(surfactant protein B, SP-B) 흡수 및 방출 ⋅ 계면활성제 단백질 C(surfactant protein C, SP-C) 분비 ⋅ 섬모형성 및 운동성 섬모 존재 ⋅ 층상체(lamellar bodies) 존재 |
| 폐 세포(Lung cells)             | 원위(말단)/폐포 전구체(distal/alveolar progenitors)  | NKX2.1, FOXA2, SOX9, FOXP2(Forkhead box protein P2), ETV5(Ets variant 5), SFTPC(Surfactant protein C) | ⋅ CFTR의 첨단(꼭대기쪽, apical) 위치 및 기능 ⋅ 계면활성제 단백질 B(surfactant protein B, SP-B) 흡수 및 방출 ⋅ 계면활성제 단백질 C(surfactant protein C, SP-C) 분비 ⋅ 섬모형성 및 운동성 섬모 존재 ⋅ 층상체(lamellar bodies) 존재 |
| 폐 세포(Lung cells)             | 원위(말단)/폐포 세포(distal/alveolar cells)          | SFTPC, PDPN(Podoplanin), AQP5(Aquaporin-5), HOPX(Homeodomain-only protein) | ⋅ CFTR의 첨단(꼭대기쪽, apical) 위치 및 기능 ⋅ 계면활성제 단백질 B(surfactant protein B, SP-B) 흡수 및 방출 ⋅ 계면활성제 단백질 C(surfactant protein C, SP-C) 분비 ⋅ 섬모형성 및 운동성 섬모 존재 ⋅ 층상체(lamellar bodies) 존재 |
| 갑상선 세포(Thyroid cells)      | 갑상선 전구체(thyroid progenitors)                   | NKX2.1, PAX8(Paired box gene 8) | ⋅ 마우스 이식 후 T3 및 T4 호르몬 생성 |
| 갑상선 세포(Thyroid cells)      | 갑상선 상피(thyroid epithelium)                      | Tg(thyroglobulin), TPO(Thyroid peroxidase), Tsh-r(Thyroid stimulating hormone receptor), Nis(sodium/iodide symporter) | ⋅ 마우스 이식 후 T3 및 T4 호르몬 생성 |
| 장 세포(Gut cells)              | 장 줄기 세포(intestinal stem cells)                  | LGR, ASCL2(Achaete-scute complex homolog 2) | ⋅ 첨단(꼭대기쪽, apical) 미세융모의 존재 ⋅ 장세포 기능적 펩타이드 수송 ⋅ 잔 세포(goblet cells)에 의한 점액 분비 |
| 장 세포(Gut cells)              | 분화된 장 세포(differentiated intestinal cell types) | VIL(villin), MUC2(Mucin 2), LYZ(Lysozyme), CHGA(Chromogranin A) | ⋅ 첨단(꼭대기쪽, apical) 미세융모의 존재 ⋅ 장세포 기능적 펩타이드 수송 ⋅ 잔 세포(goblet cells)에 의한 점액 분비 |
| 장 세포(Gut cells)              | 위 전구체(stomach progenitors)                       | SOX2, PDX1, LGR5, SOX9, GATA4 | ⋅ Helicobacter pylori(H. Pylori) 감염에 대한 병태생리학적 반응 |
| 장 세포(Gut cells)              | 분화된 위 세포(differentiated stomach cell types)    | MUC5AC, MUC6(Mucin 6), TFF1/3(Trefoil factor 1), GKN1(Gastrokine-1), TFF2(Trefoil factor 2) | ⋅ Helicobacter pylori(H. Pylori) 감염에 대한 병태생리학적 반응 |

#### 5. 줄기세포 유래 내배엽 세포의 활용
인간 전분화능 줄기세포 유래 내배엽 세포는 인간의 발달, 그중 특히 기관 형성 초기의 모델링과 연구에 활용될 수 있다. 또한 유전성 장애(genetic disorders) 및 감염성 질환 모델링, 질병 및 약물 스크리닝 연구 및 세포 치료 등에 사용 가능하다.

##### 5-1. 내배엽 발달 연구
줄기세포를 이용한 내배엽 세포의 분화 연구는 다양한 내배엽 유래 기관의 발달 연구에 사용되고 있다. 몇 가지 예로, 췌장 또는 간 발달을 제어하는 다양한 전사 인자 및 신호 전달 경로의 기능을 연구하거나, 원시창자의 패턴 형성 (primitive gut patterning) 중에 일어나는 발달 능력(developmental competence) 획득 시기를 연구하였다. 또한 폐 또는 장 발달 신호 전달 경로를 밝히는 연구가 진행되기도 하였다.

##### 5-2. 유전성 장애 연구
현재 줄기세포 유래 내배엽 세포는 다양한 유전 질환 모델링에 사용되고 있다. 특히 줄기세포 유래 간 세포는 연구를 통해 유전 대사 장애 (inherited metabolic disorders, IMDs)를 비롯한 다양한 질병을 모델링할 수 있다. 또한 유전성 장애 치료를 위한 약물 연구에도 사용되고 있다.
그 외에도 줄기세포 유래 담관 세포는 유전적 담관병증(cholepathia)을 정확하게 모델링할 수 있는 것으로 밝혀졌고, 줄기세포 유래 폐 세포는 낭포성 섬유증 모델링에 사용되기도 하였다. 줄기세포 유래 췌장 유사 세포는 유전적 당뇨병 또는 췌장 무형성을 모델링하기 위한 연구에 사용되었으며, 줄기세포 유래 장 세포를 이용하여 제작된 오가노이드는 장 질환 모델링 및 병태생리학을 연구할 수 있는 모델로 활용되고 있다.
이와 같은 다양한 연구들은 내배엽 유래 기관에 영향을 미치는 유전성 장애를 모델링할 뿐만 아니라, 유전적 메커니즘을 연구하기 위해 줄기세포 유래 내배엽 세포를 활용할 수 있는 가능성을 보여주고 있다.

##### 5-3. 약물 스크리닝 연구
내배엽에는 간과 장 등 특히나 약물 대사와 관련되어 중요하게 생각되는 장기들이 있다. 그렇기에 줄기세포 유래 내배엽 관련 세포들을 이용하여 다양한 연구 및 개발 등이 이루어지고 있으며, 이를 임상에도 적용하기 위한 많은 기대를 가지고 있다.
예를 들어, CFTR 유전자 돌연변이를 지닌 담관 세포를 이용하여 폐 질환 치료에서 사용되는 약물이 간 낭포성 섬유증 치료에 나타내는 효능에 대한 연구가 진행되어 입증되기도 하였다. 또한 췌장 세포를 이용한 다양한 연구들은 약물 개발을 위한 줄기세포 유래 췌장 세포의 사용 가능성을 보여주고 있으며, 줄기세포 유래 장 세포를 연구하여 약물 흡수 연구를 위한 인간 소장 상피 모델이 개발되기도 하였다.

##### 5-4. 감염성 질병 연구
내배엽 유래 기관은 주요 전염병의 표적이다. 이와 관련하여 많은 과학자 그룹들이 줄기세포 유래 내배엽 세포를 이용하여 관련 연구를 진행하고 있다.
예를 들어, 줄기세포 유래 간 세포는 C형 간염 바이러스, B형 간염 바이러스, 말라리아 유발 기생충 등에 관련된 메커니즘 연구에 사용되었고, 바이러스의 생존 및 치료에 관련된 핵심 유전자의 식별을 위한 연구에 사용될 수 있음을 시사하였다.
줄기세포 유래 장 세포를 이용하여 제작된 오가노이드는 Salmonella Typhimurium과 장 상피의 상호 작용 등을 연구하기 위한 모델링에 사용되었다. 또한 줄기세포 유래 위 세포을 이용하여 제작된 오가노이드를 통한 Helicobacter pylori 감염에 대한 모델링 및 연구가 진행되기도 하였다.
줄기세포 유래 폐 세포 역시 폐 조직 감염의 모델로 사용하기 위한 연구가 진행되고 있다.
이러한 연구들을 통해 줄기세포 유래 내배엽 기관 세포들이 다양한 감염 질환에 사용될 수 있음을 시사하고 있으며, 관련 연구 플랫폼으로 사용된 역사가 비교적 짧기 때문에 더 나은 연구 플랫폼으로 사용되기 위한 연구 및 개발이 필요하다. 그러나 현재까지 이루어진 연구들만을 통해서도 이 연구 플랫폼이 다양한 질병 및 임상에 적용될 수 있는 가능성이 높음을 시사하고 있다.

##### 5-5. 세포 치료(cell therapy) 연구
내배엽 유래 세포가 연구 및 개발되면서, 내배엽과 관련된 여러 질병에 세포 치료 요법을 사용하는 연구가 진행되기 시작했다.
예를 들어, 세포 치료에 사용될 수 있는 간 세포의 기증 수 및 세포 품질이 제한적이었던 것의 대안법으로 줄기세포 유래 간 세포의 이식이 연구되었고, 세포 치료 요법에 활용될 수 있는 가능성을 보여주었다.
줄기세포 유래 장 세포를 이용하여 제작된 오가노이드는 장 재생을 위한 세포 치료법으로 연구 및 발전되고 있다. 이러한 치료 목적을 위하여 줄기세포 유래 신경능선 세포와 결합하여 기능성 장 신경계를 가진 오가노이드를 개발 및 이식하는 연구가 진행되기도 하였다.
줄기세포 유래 췌장 세포는 마우스 모델에서 당뇨병을 완화할 수 있다는 연구 결과가 나왔으며, 임상 시험에도 사용되기 위한 연구가 진행되고 있다.
이러한 연구들 외에도 많은 과학자들이 줄기세포 유래 내배엽 세포가 세포 치료에 활용될 가능성을 보여주고 있으며, 임상에도 적용되기 위한 개발 및 기술의 발전이 이루어지고 있다.

## 기타
- 식물 생물학(plant biology)에서의 내배엽은 단일 세포층으로 이루어진 어린 싹과 어린 뿌리 내의 피질(cortex)의 가장 안쪽 부분에 해당한다. 식물이 늙어감에 따라 더 많은 내배엽이 목질화(lignify)된다.

## 같이 보기
- 배엽
- 발생학